# Вольс
Вольс (нем. Wols, собственно Альфред Отто Вольфганг Шульце, Alfred Otto Wolfgang Schulze; 27 мая 1913, Берлин — 1 сентября 1951, Париж) — немецкий и французский живописец, график, фотохудожник.

## Жизнь и творчество
Родился в семье высокопоставленного немецкого чиновника и, вместе с тем, любителя и покровителя искусств. После переезда семьи в 1919 в Дрезден отца не раз писали тамошние живописцы, включая Отто Дикса, многие из них постоянно бывали в доме семьи Шульце.
Решающими событиями в жизни будущего художника стал подаренный ему в 1924 фотоаппарат, а также посещение Международной художественной выставки и Дрезденской выставки к 50-летию Пауля Клее в 1926 году. В 1927—1928 годах Альфред Отто активно занимался музыкой (скрипка) и спортом. Болезнь и смерть отца в 1929 году оказались шоковыми — Отто бросил школу, работал в нескольких фотоателье, сблизился с литературно-художественной богемой Дрездена, чрезвычайно интересовался этнографическими исследованиями африканиста Лео Фробениуса, старого друга его отца. В 1932 году с рекомендациями Ласло Мохой-Надя он отправился в Париж, познакомился с Фернаном Леже. Через румынку Елену-Маргариту Дабижа («Грети»), жену поэта Жака Барона, которая стала подругой, а потом женой Вольса, он вошел в круг сюрреалистов, подружился с Хансом Арпом, Александром Колдером, А. Джакометти, актерами театра и кино. В 1933, после краткой деловой поездки в нацистскую Германию, решил вернуться в Париж и никогда больше не бывал на родине.
Как дезертир и апатрид Вольс испытывал постоянные трудности в отношениях с властями и во Франции, и в Барселоне, куда вместе с Грети переехал в конце 1933, а потом на острове Мальорка и в Ивисе. Работал шофером такси, гидом, давал частые уроки немецкого, жил в крайней бедности. В 1935 году был выдворен из Испании. В 1936 с помощью Ф. Леже получил разрешение жить в Париже, но должен был ежемесячно регистрироваться в полиции. С 1937 года он занялся фотографией, работал на Всемирной выставке в Париже, его фотографии публиковались во многих журналах мира. С этого времени пользуется псевдонимом. В январе-феврале 1937 года его фотоработы были выставлены в престижной парижской Галерее Плеяды. Вольс завязал множество знакомств в литературных, художественных и театральных кругах Парижа (Макс Эрнст, Жак Превер, Рафаэль Альберти, Роже Блен).
3 сентября 1939 года вместе с многими соотечественниками во Франции оказался интернирован как подданный страны-противника — прошел через лагеря в Нёви-сюр-Баранжон, в Монтаржи, в Милле (неподалёку от Экс-ан-Прованса), где его соседями были Макс Эрнст, Лион Фейхтвангер, Вальтер Газенклевер и другие. 29 октября 1940 года освобожден, поскольку заключил брак с Грети, имевшей французское гражданство (свидетелем на их свадьбе был известный впоследствии историк импрессионизма Джон Ревалд). Семья поселилась в городке Кассис под Марселем, Вольс пытался эмигрировать в США, переправлял туда свои работы для продажи, чтобы окупить визы и дорогу, но разрешение пришло слишком поздно, а многие произведения по дороге пропали. Вольс пристрастился к алкоголю
После возвращения в 1945 году в Париж, Вольс заключил договор с галереей Рене Друэна, где несколько раз выставлялся. Подружился с Ж.-П. Сартром. Выставка нефигуративной живописи маслом в галерее Друэна в 1947 году поразила парижскую публику. Вольс, названный пионером ташизма и информеля, участвовал в нескольких крупнейших экспозициях в Париже вместе с ведущими французскими мастерами, иллюстрировал книги Жана Полана, Сартра, Кафки, Антонена Арто, принимал участие в международных выставках в Милане и Нью-Йорке. Заключил на два года договор с галереей Пьера Лейба.
После 1948 года его здоровье резко ухудшается. В 1951 году он надолго попадает в больницу с воспалением легких и циррозом печени. Выписавшись из больницы и со свежими силами взявшись за работу, Вольс в несколько дней умирает от тяжелого пищевого отравления. С 1955 по 1964 годы его произведения были представлены на трех международных экспозициях documenta в Касселе.